# Alexandr Zeldovitch
Pour les articles homonymes, voir Zeldovitch.
Alexandr Efimovitch Zeldovitch (en russe : Зельдович, Александр Ефимович), né le 4 décembre 1958 à Moscou (Union soviétique), est un réalisateur, scénariste et producteur soviétique puis russe.

## Biographie
Son père, l'ingénieur Efim Pavlovitch Zeldovitch, meurt à l'âge de 38 ans de la maladie de Hodgkin et sa mère, Alla Gerber, est une écrivaine, personnalité politique et publique, ainsi que militante des droits de l'homme.
Il n'a pas servi dans les forces armées en raison de la simulation réussie d'une forme grave de bégaiement à la commission médicale.
Il fait ses débuts au cinéma en 1990 avec Sunset d'après l'œuvre d'Isaac Babel. Le film est projeté hors compétition dans de nombreux festivals, ainsi qu'à l'IFF de Berlin (participation au Programme Forum),.

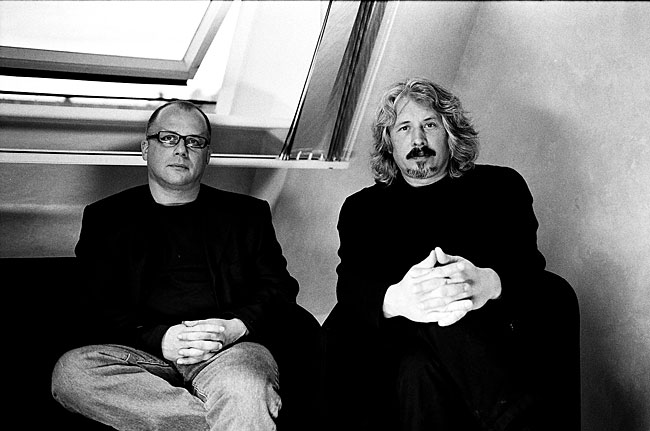
Les scénaristes du film Target : A. Zeldovitch et Vladimir Sorokine  (Moscou, 2008).

Au début des années 1990, il étudie la réalisation et la production à l'European Film Academy (Berlin) grâce à une bourse du programme Nipkow. 

## Filmographie partielle

### Au cinéma
- 1986 : Voitelnitsa
- 1990 : Sakat : Au coucher du soleil (ru)
- 2000 : Moskva (ru), aussi scénariste (avec Vladimir Sorokine)
- 2004 : Zima Vesna, aussi scénariste
- 2011 : Target (Mishen), aussi scénariste (avec Vladimir Sorokine)
- 2021 : Médée (Medeya), aussi scénariste

### À la télévision
- 2002 : Protsess (téléfilm documentaire)[6]

## Récompenses et distinctions
- (en) Alexandr Zeldovich: Awards, sur l'Internet Movie Database